# Calyptranthes pullei
Calyptranthes pullei är en myrtenväxtart som beskrevs av Karl Ewald Maximilian Burret och Gerda Jane Hillegonda Amshoff. Calyptranthes pullei ingår i släktet Calyptranthes och familjen myrtenväxter. Inga underarter finns listade i Catalogue of Life.